# Comuna Blato, Dubrovnik-Neretva
Blato este o comună în cantonul Dubrovnik-Neretva, Croația, având o populație de 3.593 de locuitori (2011).

## Demografie
Componența etnică a comunei Blato
     Croați (97,83%)
     Necunoscut (0,19%)
     Neclasificat (1,31%)
Componența confesională a comunei Blato
     Catolici (93,04%)
     Fără religie și atei (2,5%)
     Necunoscută (2,31%)
     Alte religii (2,14%)
Conform recensământului din 2011, comuna Blato avea 3.593 de locuitori. Din punct de vedere etnic, majoritatea locuitorilor (97,83%) erau croați. Apartenența etnică nu este cunoscută în cazul a 0,19% din locuitori. Din punct de vedere confesional, majoritatea locuitorilor (93,04%) erau catolici, cu o minoritate de persoane fără religie și atei (2,5%). Pentru 2,31% din locuitori nu este cunoscută apartenența confesională.